# ماشا هاميلتون
ماشا هاميلتون (بالإنجليزية: Masha Hamilton)‏ (1961، فينيكس في الولايات المتحدة)؛ صحفية وروائية أمريكية.